# Fire bryllupper og en begravelse
Fire bryllupper og en begravelse er en britisk romantisk komedie fra 1994, instrueret af Mike Newell. Det var den første af flere film med manuskriptforfatter Richard Curtis og Hugh Grant. Den blev lavet på seks uger og kostede under £3.000.000. Filmen blev en uventet succes og den mest indtjenende britiske film i biografens historie på det tidspunkt, med  en verdensomspændende box office på over $245.700.000, og modtog en Oscar nominering for bedste film.

## Medvirkende
- Hugh Grant som Charles
- Andie MacDowell som Carrie
- James Fleet som Tom
- Simon Callow som Gareth
- John Hannah som Matthew
- Kristin Scott Thomas som Fiona
- David Bower som David
- Charlotte Coleman som Scarlett
- Timothy Walker som Angus
- Sara Crowe som Laura
- Rowan Atkinson som Fader Gerald
- David Haig som Bernard
- Sophie Thompson som Lydia
- Corin Redgrave som Sir Hamish Banks
- Anna Chancellor som Henrietta ("Duckface")
- Duncan Kenworthy (ukrediteret) som Matthew's "vidunderlige" nye kæreste

## Eksterne Henvisninger
- Fire bryllupper og en begravelse på Internet Movie Database (engelsk)
- Fire bryllupper og en begravelse på Filmdatabasen
- Fire bryllupper og en begravelse på Scope
- Fire bryllupper og en begravelse i Svensk Filmdatabas (svensk)
- Fire bryllupper og en begravelse på AlloCiné (fransk)
- Fire bryllupper og en begravelse på MovieMeter (nederlandsk)
- Fire bryllupper og en begravelse på AllMovie (engelsk)
- Fire bryllupper og en begravelse hos British Film Institute (engelsk)
- Fire bryllupper og en begravelses profil hos Encyclopædia Britannica Online (engelsk)
- Fire bryllupper og en begravelse på Turner Classic Movies (engelsk)